# 都筑道夫
都筑 道夫（つづき みちお、1929年7月6日 - 2003年11月27日）は、日本の推理作家・SF作家。東京市出身。本名は松岡 巖（まつおか いわお）。別名に小林 菖夫、淡路 瑛一、柴田 梅玉、伊藤 照夫など。実兄（松岡勤治）は、夭折した落語家の鶯春亭梅橋。

## 経歴
東京市小石川区関口水道町（現在の東京都文京区関口）生まれ。生家は漢方薬局と的屋を兼ねていた。関口台町小学校を経て早稲田実業学校に進学するも卒業を目前にした1945年12月に中退。そのため、当人は自身の学歴について「小学校しか出てない」と述べている。なお、関口台町小学校の同学年に越智通雄がいる。
三つ年上の兄の影響で子供のころから映画、推理小説、落語、江戸文学、芝居に親しむ。特に芝居が大好きで、ついに芝居熱がこうじて劇作家になることを決意、早稲田実業学校を中退して兄に紹介された正岡容の門を叩き、戯曲の勉強をはじめた。ところが、「なにかのつごうで」小説を書いて正岡に読んでもらったところ、「お前は戯曲よりも小説に向いているようだから、なるんなら小説家になれ」と言われ、一転、小説家を志すことに。
ただ、稼がなくてはならない。そのため、1947年頃から約2年間、正岡の世話で神田多町の新月書房に勤務し、雑誌『スバル』の編集に従事。その傍ら『ポケット講談』や『実話と読物』などの読物雑誌に時代小説を発表。この当時は淡路龍太郎というペンネームを使っていたという。その後も複数のペンネームを使い分けるものの、20歳になったときに、このままずっと書いていくなら中心になるペンネームをつくらなきゃいけないと言われ、都筑 道夫というペンネームを考案。都筑道夫名義で初めて活字になったのは「木彫りの鶴」という左甚五郎が主人公の時代ものという。
この頃、大坪砂男の作品に夢中になり、当時、長野県佐久市にいた大坪に教えを乞う手紙を書いて師事。大坪が新宿歌舞伎町に三畳の部屋を借りると足繁く通い、その数々の奇行に彩られた暮しぶりをつぶさに目撃する。
1952年頃、読物雑誌が軒並み廃刊となり、オペラ口紅宣伝部にコピーライターとして入社。しかし、「給料がたかが知れているから、やっぱりなにか書かなきゃ食えない」ということで松村喜雄と一緒に『探偵倶楽部』でフランス小説の翻訳を手がけることに。松村がフランス語の原書を翻訳し、都筑が手を入れるというかたちだったという。その後、松村がこの仕事から手を引くと『探偵倶楽部』の編集長に勧められて今度は英米小説の翻訳を一人で行うことに。しかし、当人曰く「こっちは中学の一年と二年でちょっとかじっただけで、二年の二学期から学徒動員というやつで引っぱられているから、英語なんてのは、ぜんぜんわからないわけだ」。そのため、「英文法早わかりみたいな本」を買ってきてなんとかやりきったという。ペーパーバックなど英米ミステリの紹介者として知られた都筑ではあるが、自伝的エッセイ『推理作家の出来るまで』でも自身の英語は26歳の時までに独学で習得したものであると述べており、それであれだけ多くの翻訳を手がけた実績には端倪すべからざるものがある。このことに触れて坪内祐三は「言葉に対する感覚が天才的な人」と評している。
1953年、大坪砂男の「街かどの貞操」の第一稿、1954年にも「外套」の第一稿を書く。その後、大坪が大岡山に引っ越すと、大坪が住んでいた同じ家に引っ越した。場所はいわゆる青線地帯で、ベニヤ一枚隔てて行為の声が聞こえてくる中で原稿を書く。
1955年、室町書房にて日本初の海外SF叢書である「世界空想科学小説全集」を平井イサクとともに企画したが、刊行は2冊で中断した。

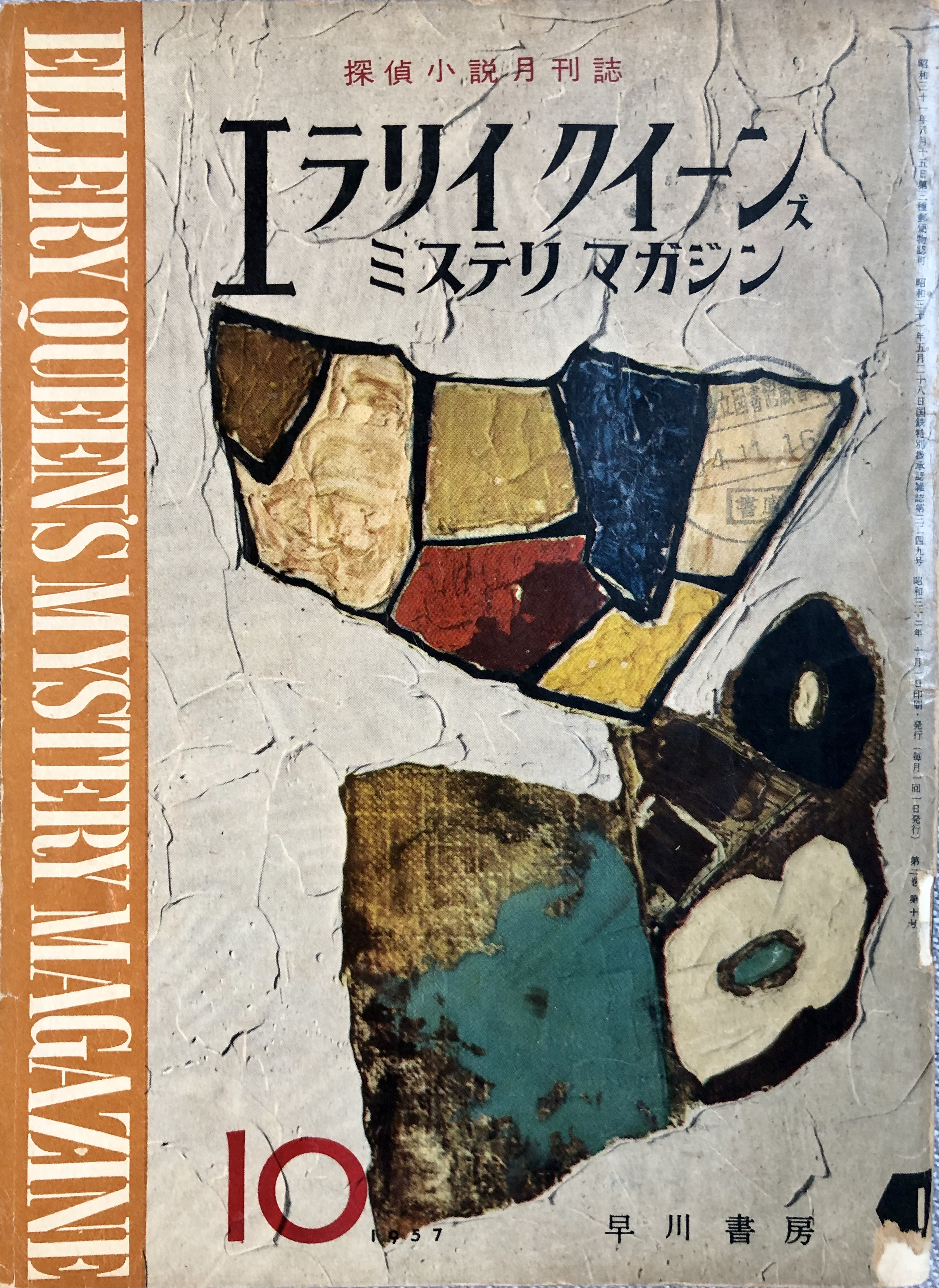
都筑が編集長とした関わった時代の『エラリイ・クイーンズ・ミステリ・マガジン』。写真は1957年10月号。

1956年、『エラリー・クイーンズ・ミステリ・マガジン』の創刊準備を進めていた早川書房の田村隆一から電報で呼び出され、「なんでもいいから、うんといえ」と迫られて同誌の編集に携わることに。初代編集長として創刊準備に当たっていた田中潤司が辞職したための代役だった。なお、当初、都筑の肩書きは編集長ではなく編集主任だったという。担当したのも主に作品のセレクションと解説で、進行やレイアウトなどは後の生島治郎である小泉太郎の担当だった。早川書房ではハヤカワ・ミステリの作品のセレクションも担当。1957年には福島正実とともに「ハヤカワ・ファンタジイ」（1962年、「ハヤカワ・SF・シリーズ」に改称）も立ち上げた。また1958年には福島とともに講談社で「S・Fシリーズ」の企画にも当たったが、シリーズは6冊で終了となった。さらに久保書店の中田雅久にアメリカのハードボイルド専門誌MANHUNTを紹介、日本版『マンハント』創刊の水先案内人も務めた。都筑は同誌に翻訳スタッフとして参加するとともに、それまで翻訳雑誌を手がけたことがなかった中田に翻訳雑誌編集の秘訣を伝授したという。
1959年、早川書房を退社し、本格的に執筆活動に入る。「贋作カート・キャノン」シリーズ、「なめくじ長屋」シリーズ、「キリオン・スレイ」シリーズなどのシリーズものの他、単発ものやショートショートなど、発表した作品は膨大な量に上る。特にショートショートについては500編を超えるとの指摘もある。なお、桃源社から1973年に刊行された『都筑道夫ショート・ショート集成』全3巻には321編の作品が収録されている。また執筆ジャンルも多彩で、推理小説のほか、SF、怪談、時代小説、艶笑小説など多様なジャンルの小説をこなした。評論家・随筆家としても知られ、1973年にオセロが発売されると、これがイギリスのリバーシという19世紀から存在するゲームとほぼ同様であることをいち早く指摘した。このほか、映画の脚本やテレビドラマの監修なども手がけた。
2001年、『推理作家の出来るまで』で第54回日本推理作家協会賞（評論その他の部門）受賞。2002年には第6回日本ミステリー文学大賞を受賞した。
講師を務めた「都筑道夫の創作講座」から深堀骨、畠中恵らがデビューしている。
フリーライター・斎藤勲、漫画家・高信太郎は、戯れで「都筑に師事」したとして、都筑を酒席などで「師匠」と呼んでいたという。
2003年11月27日、動脈硬化症による心臓発作のためハワイ州ホノルルの病院で死去。74歳没。長年東京で暮らしていたが、2002年に妻を亡くし、長女がいるホノルルに移住していた。

## 作風
好きな作家としてチェスタトン、レイモンド・チャンドラー、グレアム・グリーン、久生十蘭、最も影響を受けた作家として岡本綺堂、大佛次郎、大坪砂男の名を挙げている。
初期のミステリーでは、主人公を「きみ」という二人称で扱い、自分が自分として扱われなくなった男の焦燥を描く『やぶにらみの時計』、記述者が探偵・犯人・被害者という一人三役に挑戦し、束見本に書かれた手記という形態をとる『猫の舌に釘を打て』、正体を隠した執筆者二人が一章ごとに分担して執筆するという形式をとった「誘拐作戦」、作中作として翻訳風ストーリーが並行して語られる『三重露出』など、工夫を凝らした奇抜な設定が顕著であった。
その後は独創的な「名探偵」の創出にも意欲を燃やし、それが個性的なシリーズものとなって結実している。例えば『なめくじ長屋捕物さわぎ』の砂絵描きの「センセー」、幽霊専門の探偵「物部太郎」、日本にやってきて居候をしているものぐさ詩人「キリオン・スレイ」、安楽椅子探偵の「退職刑事」などである。官憲嫌いで、現職刑事など体制側の所属者を探偵役に据えることは滅多にない。「なめくじ長屋」シリーズでも、レギュラー協力者役の目明し・下駄常はあまり好意的な描きかたをされておらず、同心連中はさらに辛らつな扱いである。
推理小説を「謎と論理のエンタテイメント」であるとし、犯人が仕掛けるトリックよりは、ロジックの方が重要であるとの考え方を示した。極端に言えば、魅力的な謎と、なぜそのような状況が生じたのかという必然性が論理的に語られるならば、トリックなどなくても推理小説は成り立つ、というのが都筑の立場である。また、「泣く蝉よりもなかなかに泣かぬ蛍が身を焦がす」という浄瑠璃の一節をハードボイルドの精神としてしばしば引用し、たとえばヒロインの全裸死体をクールに客観描写しながら「夏をたのしんだ水着のあと」という一語を添えて哀れさを暗示するなどのスタイルで実践している。
小説全般に関しては、「軽くても、うまい小説が書きたかった」との言葉を残している。

## 見解・発言
長谷川五郎によるオセロの発売直後（1973年）に、「子供の頃に同じ遊びをした記憶がある」と疑問を持ち、『エラリー・クイーンズ・ミステリ・マガジン』の創刊に携わった田中潤司に尋ねたところ、「欧米にはリバーシというゲームがあり、昔から日本でも源平碁として親しまれている。1968年のハナヤマの商品カタログにも掲載されている」との回答を得た。さらに独自の調査を行い、娯楽研究家である矢野目源一の著書『娯楽大百科』を参照し、「オセロはリバーシと同一のゲームである」と判断、発売元が海外輸出を目指していることを批判している。

## 作品リスト

### 小説（シリーズ）

#### 「近藤＆土方」
- 『紙の罠』（桃源社） 1962、のち角川文庫（映画『危いことなら銭になる』原作）、のちちくま文庫（日下三蔵編集）
- 『悪意銀行』（桃源社） 1963、のち角川文庫、光文社文庫、のちちくま文庫（日下三蔵編集）
- 『紙の罠・悪意銀行』（三一書房） 1968
- 『NG作戦』
- 『ギャング予備校』

#### 「なめくじ長屋捕物さわぎ」
（推理界・問題小説・ミステリマガジン・別冊小説現代・別冊週刊大衆・小説推理・小説クラブ増刊・幻影城→野性時代）
- 『血みどろ砂絵』（桃源社） 1969、のち角川文庫、光文社文庫
- 『くらやみ砂絵』（桃源社） 1970、のち角川文庫、光文社文庫
- 『からくり砂絵』（桃源社） 1974、のち角川文庫、光文社文庫
- 『あやかし砂絵』（桃源社） 1976、のち角川文庫、光文社文庫
- 『「砂絵くずし」なめくじ長屋捕物さわぎ傑作選』（中公文庫） 1979
- 『なめくじ長屋捕物落語 きまぐれ砂絵』（角川書店） 1980、のち文庫、光文社文庫
- 『かげろう砂絵』（桃源社） 1981、のち角川文庫、光文社文庫
- 『まぼろし砂絵』（光風社出版） 1983、のち角川文庫、光文社文庫
- 『おもしろ砂絵』（光風社出版） 1984、のち角川文庫、光文社文庫
- 『ときめき砂絵』（光風社出版） 1986、のち光文社文庫
- 『いなずま砂絵』（光風社出版） 1987、のち光文社文庫
- 『さかしま砂絵』（光文社） 1997、のち文庫

#### 「キリオン・スレイ」
（推理界、時（旺文社）、別冊週刊大衆→小説推理→野性時代）
- 『キリオン・スレイの生活と推理』（三笠書房） 1972、のち角川文庫
- 『情事公開同盟 新キリオン・スレイの生活と推理』（双葉新書） 1974、のち改題『キリオン・スレイの復活と死』（角川文庫）
- 『キリオン・スレイの再訪と直感』（角川文庫） 1977
- 『キリオン・スレイの敗北と逆襲』（角川ノベルズ） 1983、のち文庫

#### 「物部太郎＆片岡直次郎」
- 『一匹狼』（桃源社） 1968 、のち改題『吸血鬼飼育法』（角川文庫）、のち『吸血鬼飼育法 完全版』としてちくま文庫（日下三蔵編集）
- 『平将門呪殺事件 七十五羽の烏』/『七十五羽の烏 滝夜叉殺人事件』（桃源社、ポピュラー・ブックス） 1972、のち角川文庫、光文社文庫
- 『最長不倒距離 スキー場殺人事件』（徳間書店） 1973、のち角川文庫、光文社文庫
- 『朱漆の壁に血がしたたる』（徳間書店） 1977、のち角川文庫、光文社文庫

#### 「退職刑事」
- 『退職刑事』（トクマ・ノベルズ） 1974、のち徳間文庫、のち改題『退職刑事1』（創元推理文庫）
- 『四十分間の女』（トクマ・ノベルズ） 1976、のち改題『退職刑事2』（徳間文庫）、のち創元推理文庫
- 『退職刑事3』（トクマ・ノベルズ） 1982、のち徳間文庫、のち創元推理文庫
- 『退職刑事健在なり』（潮出版社） 1986、のち徳間文庫、のち改題『退職刑事4』（創元推理文庫）
- 『退職刑事4』（トクマ・ノベルズ） 1990、のち徳間文庫、のち改題『退職刑事5』（創元推理文庫）
- 『退職刑事5』（徳間文庫） 1996、のち改題『退職刑事6』（創元推理文庫）

#### 「ひとり雑誌」
- 「都筑道夫ひとり雑誌」全4巻（桃源社） 1974、のち角川文庫
  - 『緊急放出大特集』
  - 『空前絶後大特集』
  - 『掘出珍品大特集』
  - 『妖怪変化大特集』

※このシリーズは「ポケット講談」「実話と読物」「探偵倶楽部」などに連載された作品および講談ダイジェストの集成。したがって初出時別名義のものが多く、主な別筆名に「淡路龍太郎」「鶴川匡介」「淡路瑛一」「伊東映昌」「松林桃園」など。なお、文庫版では一部割愛して収録されている。

#### 「雪崩連太郎」
（別冊小説CLUB、月刊小説、SFアドベンチャー）
- 『雪崩連太郎幻視行』（立風書房） 1977、のち集英社文庫
- 『怨霊紀行』（立風書房） 1977、のち改題『雪崩連太郎怨霊行』（集英社文庫）

#### 「滝沢紅子」
- 『全戸冷暖房バス死体つき』（立風書房） 1978、のち角川文庫
- 『髑髏島殺人事件』（光文社文庫） 1987
- 『まだ死んでいる』（光文社文庫） 1988
- 『前後不覚殺人事件』（光文社文庫） 1989
- 『南部殺し唄』（光文社文庫） 1990

※短編集『世紀末鬼談』に3編、『デスマスク展示会』に1編収録

#### 「西連寺剛」
- 『くわえ煙草で死にたい』（双葉社） 1978、のち新潮文庫
- 『脅迫者によろしく』（新潮社） 1979、のち文庫
- 『ダウンタウンの通り雨』（角川文庫） 1981
- 『苦くて甘い心臓』（角川文庫） 1981
- 『死体置場の舞踏会』（光文社カッパノベルス） 1986、のち文庫

#### 「未来警察」
- 『未来警察殺人課 1』（徳間書店） 1979、のち文庫
- 『未来警察殺人課 2』（トクマノベルズ） 1986、のち改題『ロスト・エンジェル・シティ 未来警察殺人課』（徳間文庫）

#### 「探偵もどき」
- 『名探偵もどき』（文藝春秋） 1980、のち文庫
- 『捕物帳もどき』（文藝春秋） 1982、のち文庫
- 『チャンバラもどき』（文藝春秋） 1984、のち文庫

#### 「泡姫シルビア」
（小説新潮、問題小説）
- 『泡姫シルビアの華麗な推理』（新潮社） 1984、のち文庫[注 8]
- 『泡姫シルビアの探偵あそび』（新潮社） 1985、のち改題『ベッド・ディテクティヴ』（光文社文庫）

#### 「女泣川ものがたり」
（オール読物）
- 『女泣川ものがたり』（文藝春秋） 1985、のち改題文庫化『べらぼう村正』
- 『風流べらぼう剣（続 女泣川ものがたり）』（文藝春秋） 1988、のち文庫

#### 「ホテル・ディック」
- 『殺人現場へ二十八歩』（サンケイ・ノベルス） 1986、のち光文社文庫
- 『毎日が13日の金曜日』（サンケイ・ノベルス） 1987、のち光文社文庫
- 『探偵は眠らない』（新潮文庫） 1991

### 小説（その他）
- 『魔海風雲録』（若潮社） 1954、のち中公文庫　（別題『かがみ地獄』）
- 『猫の舌に釘をうて』（東都書房） 1961、のち講談社文庫、光文社文庫
  - 『猫の舌に釘をうて　三重露出』（三一書房） 1968、のち講談社文庫 大衆文学館
- 『やぶにらみの時計』（中央公論社） 1961、のち文庫
  - 『やぶにらみの時計・かがみ地獄』（三一書房） 1968
- 『いじわるな花束』（七曜社） 1962
  - 『いじわるな花束・犯罪見本市』三一書房） 1968
- 『飢えた遺産』（東都書房） 1962 - 映画『殺人狂時代』の原作
  - 別題『なめくじに聞いてみろ』（三一書房） 1968、のち講談社文庫、のち扶桑社文庫
- 『誘拐作戦』（講談社） 1962、のち中公文庫、のち創元推理文庫
- 『三重露出』（東都書房） 1964、のち講談社文庫 - 映画『俺にさわると危ないぜ』の原作
- 『スパイキャッチャーJ3 暗殺教程』（東都書房） 1967、のち集英社文庫、のち光文社文庫
- 『妖怪紳士』（朝日ソノラマ） 1969
- 『蜃気楼博士』（朝日ソノラマ） 1970、のち文庫 - 少年ドラマシリーズの原作
- 『犯罪見本市』（桃源社） 1970、のち集英社文庫
- 『ぼくボクとぼく』（毎日新聞社） 1970
- 『十七人目の死神』（桃源社） 1972、のち角川文庫
- 『宇宙大密室』（ハヤカワ文庫） 1973、のち創元SF文庫
- 『怪奇小説という題名の怪奇小説』（桃源社） 1975、のち集英社文庫
- 『西洋骨牌探偵術』（桃源社） 1975、のち光文社文庫
- 『悪魔はあくまで悪魔である』（角川文庫） 1976、のちちくま文庫
- 『都筑道夫の悪人志願』（ベストセラーノベルス） 1976

『暗殺教程』『ギャング予備校』の合本
- 『東京夢幻図絵』（桃源社） 1976、のち中公文庫
- 『八百八町しのび独楽』（トクマ・ノベルズ） 1976
- 『阿蘭陀すてれん』（角川文庫） 1977、のち改題『25階の窓』（新潮文庫）
- 『にぎやかな悪霊たち』（講談社） 1977、のち文庫
- 『猫の目が変るように』（立風書房） 1977、のち集英社文庫
- 『黒い招き猫』（角川文庫） 1977
- 『大伝奇長編 神州魔法陣』（桃源社） 1978、のち富士見書房時代小説文庫 - 「八百八町しのび独楽」「五十三次しのび独楽」「三十六峰しのび独楽」
- 『タフでなければ生きられない』（立風書房） 1978
- 『狼は月に吠えるか』（桃源社） 1979、のち文春文庫
- 『哀しみの画廊から』（桃源社） 1979
- 『気まぐれダブル・エース』（桃源社） 1979
- 『翔び去りしものの伝説 ヒロイック・ファンタジイ』（奇想天外社） 1979、のち徳間文庫
- 『ハングオーバーTokyo』（立風書房） 1979、のち改題『二日酔い広場』（集英社文庫） 1984
- 『妄想名探偵』（講談社） 1979、のち文庫
- 『梅暦なめくじ念仏』（桃源社） 1980
- 『こんばんは幽霊です 名探偵和木俊一登場』（桃源社） 1980
- 『おはよう妖怪たち 青春SFコレクション』（桃源社） 1981
- 『銀河盗賊ビリイ・アレグロ』（奇想天外社） 1981、のち集英社文庫、のち合本『銀河盗賊ビリイ・アレグロ / 暗殺心』（創元SF文庫）
- 『さよなら犯人くん 青春ミステリィ』（桃源社） 1981
- 『ロボットDとぼくの冒険』（桃源社） 1981
- 『殺されたい人この指とまれ』（角川文庫） 1982
- 『びっくり博覧会』（集英社文庫） 1983
- 『フォークロスコープ日本』（徳間文庫） 1983
- 『変幻黄金鬼』（富士見書房時代小説文庫） 1983
- 『暗殺心』（トクマ・ノベルズ） 1983、のち文庫
- 『蓋のとれたビックリ箱』（光風社出版） 1983、のち集英社文庫
- 『危険冒険大犯罪』（角川文庫） 1984
- 『新顎十郎捕物帳 甦ったスーパースター』1 - 2 （講談社ノベルス） 1984 - 1985、のち文庫 - 久生十蘭『顎十郎捕物帳』の続編として、遺族の許可を得て執筆された。
- 『神変武甲伝奇』（角川ノベルズ） 1984、のち文庫
- 『都筑道夫ドラマ・ランド』（徳間書店） 1984、のち文庫
  - 『都筑道夫ドラマ・ランド 完全版 上 映画篇』（河出書房新社） 2015　
  - 『都筑道夫ドラマ・ランド 完全版 下 ラジオ・TV篇』（河出書房新社） 2015
- 『アダムはイブに殺された』（桃源社） 1980
- 『闇を食う男 怪奇バイオレンス小説』（実業之日本社、ジェイ・ノベル） 1985、のち天山文庫
- 『幽鬼伝』（光風社ノベルス） 1985、のち大陸文庫
- 『妖精悪女解剖図』（角川文庫） 1985、のち『妖精悪女解剖図 増補版』（ちくま文庫、日下三蔵編集）
- 『深夜クラブ』（双葉ノベルス） 1986、のち改題『深夜倶楽部』（徳間文庫）
- 『秘密箱からくり箱』（光風社出版） 1987、のち光文社文庫
- 『血のスープ』（祥伝社） 1988
- 『グロテスクな夜景』（光文社文庫） 1990
- 『悪夢録画機』（光風社出版） 1991
- 『絵の消えた額』（光文社文庫） 1991
- 『デスマスク展示会』（光文社文庫） 1991
- 『袋小路』（徳間文庫） 1993
- 『骸骨』（徳間文庫） 1994
- 『目撃者は月 傑作推理小説』（光文社文庫） 1998

### 掌編
- 『夢幻地獄四十八景 ショートショート』（講談社） 1972、のち文庫
- 「ショートショート集」（桃源社） 1973
  - 『悪夢図鑑』、のち『あなたも人が殺せる』『感傷的対話』（角川文庫）
  - 『悪意辞典』、のち『魔女保険』『幽霊売ります』（角川文庫）
  - 『悪業年鑑』、のち『スリラー料理』『ダジャレー男爵の悲しみ』（角川文庫）
- 『都筑道夫スリラーハウス 新作ショートショート集』（桃源社） 1979、のち角川文庫
- 『証拠写真が三十四枚 傑作ショートショート集』（光文社文庫） 1987

### 選集
- 「都築道夫異色長篇シリーズ」（三一書房） 1968
  - 『やぶにらみの時計 / かがみ地獄』
  - 『なめくじに聞いてみろ』
  - 『猫の舌に釘をうて / 三重露出』
  - 『紙の罠 / 悪意銀行』
  - 『暗殺教程』
  - 『いじわるな花束 / 犯罪見本市』
- 「桃源社新作コレクション」
  - 『哀愁新宿円舞曲』 1973
  - 『危険冒険大犯罪』 1974 - 「ギャング予備校」ほかを収録
  - 『妖精悪女解剖図』 1974、のち角川文庫
  - 『酔いどれひとり街を行く』 1975、のち改題『酔いどれ探偵』（新潮文庫）
  - 『絶対残酷博覧会』 1975
- 『はだか川心中 自選傑作集』（ケイブンシャ文庫） 1986
- 『世紀末鬼談 恐怖小説傑作集』（光文社文庫） 1987
- 『ミッドナイト・ギャラリー 都筑道夫ふしぎ小説』（新芸術社） 1989.8.
- 『風からくり 都筑道夫ふしぎ小説2』（新芸術社） 1990.11.
- 『都筑道夫名探偵全集』1 - 2（出版芸術社） 1997.5.
- 「都筑道夫コレクション」（光文社文庫） 2003
  - 『女を逃すな〈初期作品集〉』
  - 『猫の舌に釘をうて〈青春篇〉』
  - 『悪意銀行〈ユーモア篇〉』
  - 『三重露出〈パロディ篇〉』
  - 『暗殺教程〈アクション篇〉』
  - 『七十五羽の鳥〈本格推理篇〉』
  - 『翔び去りしものの伝説〈SF篇〉』
  - 『血のスープ〈怪談篇〉』
  - 『探偵は眠らない〈ハードボイルド篇〉』
  - 『魔海風雲録〈時代篇〉』
- 「都筑道夫恐怖短篇集成」（ちくま文庫） 2004
  - 『悪魔はあくまで悪魔である』
  - 『阿蘭陀すてれん』
- 「都筑道夫少年小説コレクション」（日下三蔵編、本の雑誌社） 2005 
  - 『幽霊通信』
  - 『幽霊博物館』
  - 『蜃気楼紳士』
  - 『妖怪紳士』
  - 『未来学園』
  - 『拳銃天使』
- 「都筑道夫時代小説コレクション」（日下三蔵編、戎光祥出版） 2014
  - 『神州魔法陣』上・下
  - 『神変武甲伝奇』
  - 『変幻黄金鬼 / 幽鬼伝』
- 『絶対惨酷博覧会: 都筑道夫短篇コレクション』（日下三蔵編、河出文庫） 2021
- 『都筑道夫創訳ミステリ集成』（作品社） 2022[注 9]

### 評論・随筆
- 『死体を無事に消すまで 都筑道夫ミステリー論集』（晶文社） 1973 - 表題作はHMM・1973年10月号に掲載。冒頭でロバート・アーサーの訃報に言及。
- 『目と耳と舌の冒険』（晶文社） 1974
- 『黄色い部屋はいかに改装されたか？』（晶文社） 1975 
  - 『増補版 黄色い部屋はいかに改装されたか？』（小森収編、フリースタイル） 2012 - 「私の推理小説作法」を併録。
- 『サタデイ・ナイト・ムービー』（奇想天外社） 1979、のち集英社文庫 1984
- 『都筑道夫の小説指南 エンターテイメントを書く』（講談社ゼミナール選書） 1983

、のち改題『都筑道夫のミステリイ指南』（講談社文庫） 1990、のち増補改題『都筑道夫の小説指南 増補完全版』（中央公論新社） 2023 
- 『漢字の玩具箱 ミステリー、落語、恐怖譚などからの漢字遊びと雑学の本』（廣済堂出版） 1987
- 『昨日のツヅキです』（新潮文庫） 1987 - 週刊漫画アクション連載の「先週のツヅキです」から改題。
- 『推理作家の出来るまで』上・下（フリースタイル） 2000、新版 2020
- 『都筑道夫 ポケミス全解説』（小森収編、フリースタイル） 2009
- 『都筑道夫の読ホリディ』上・下（小森収編、フリースタイル） 2009
- 『二十世紀のツヅキです』上・下（フリースタイル） 2023 - 約13年にわたる連載コラム。

### 編著
- 『魔女の誕生 : 幻想冒険譚』（都筑道夫編、新人物往来社） 1970
- 『漢字面白事典 楽しみながら国語力がつく本』（編著、主婦と生活社） 1975、のち天山文庫
- 『地理面白事典 楽しみながら地理、旅、鉄道に強くなる本』（編著、主婦と生活社） 1977
- 『日本語面白事典 古事記からハナモゲラ語まで、ことばと文章に強くなる』（編著、主婦と生活社） 1981

### 訳書
- 『銀のたばこケースの謎』（ジョン・P・マーカンド、伊藤照夫訳、小松崎茂絵、講談社、少年少女世界探偵小説全集） 1957[注 10]
- 『裸の太陽』（アイザック・アシモフ、伊藤照夫訳、講談社、S.F.シリーズ） 1958
- 『象牙のお守り』（カロリン・キーン、淡路瑛一訳、武部本一郎絵、保育社、保育社の探偵冒険全集） 1958
- 『殺人混成曲』（マリオン・マナリング、編訳、ハヤカワ・ミステリ） 1959
- 『ジャングル・キッド』（エヴァン・ハンター、共訳、早川書房） 1960
- 『酔いどれ探偵街を行く』（カート・キャノン、早川書房） 1963
- 『火星のくも人間』（E・R・バローズ、講談社） 1967

### 原作

#### 映画
- 危いことなら銭になる（日活）1962年 - 原作『紙の罠』
- 怪盗Ｘ 首のない男（日活）1965年
- 100発100中（東宝、脚本・都筑道夫, 岡本喜八）1965年
- 俺にさわると危ないぜ（日活）1966年 - 原作『三重露出』
- 殺人狂時代（東宝）1967年 - 原作『飢えた遺産』（『なめくじに聞いてみろ』）
- 国際秘密警察 絶体絶命（東宝）1967年
- 100発100中 黄金の眼（東宝、脚本・都筑道夫, 小川英, 福田純）1968年

#### テレビドラマ
- 日産スター劇場 「やぶにらみの時計」（1964年、日本テレビ）
- スパイキャッチャーJ3（1965年 - 1966年、NET）
- キャプテンウルトラ（1967年、TBS） - 光瀬龍とともに監修を担当。
- ローンウルフ 一匹狼（1967年 - 1968年、日本テレビ） - 深作欣二とともに原案を担当。
- KEY HUNTER キイハンター（1968年 - 1973年、TBS）
- 蜃気楼博士（1978年、NHK）
- なめくじ長屋捕物さわぎ（1990年、TBS）
- ホテル警備隊　田辺素直（2016年12月25日、テレビ東京）「探偵は眠らない」「殺人現場へ二十八歩」収録『エンコ行進曲』より